# SPEEDチャンネル
SPEEDチャンネル（スピードチャンネル）は、ケーブルテレビおよびスカパー!プレミアムサービスで放送される競輪中継・分析専門チャンネルである。運営は株式会社車両スポーツ映像。

## 概要
基本的に全ての競輪場における開催をチャンネル数の範囲内で網羅できる。チャンネルは1 - 7まであり、ケーブルテレビ局によって部分的にしか設けていないチャンネルもあるが、スカパー!プレミアムサービス専用に「Ch.695・696」がある。なお、GP・GI・GIIといった大レースについてはそのオッズのみを放送するチャンネルもある。
スカパー!プレミアムサービスでの放送事業者は以下の通りで、車両スポーツ映像直営の衛星一般放送として行うチャンネルと、他の衛星一般放送事業者へ番組供給を行っているチャンネルに分かれており、他事業者では、競輪実況以外の時間帯に放送帯域を別のチャンネルとして使用している（Ch.528は無料、他は別契約）。
- Ch.690 - 692 放送事業者：車両スポーツ映像
- Ch.693 放送事業者：スカパー・エンターテイメント
- Ch.694 放送事業者：スーパーネットワーク
- Ch.695 - 696 放送事業者：スカパー・エンターテイメント

なお、スカパー!プレミアムサービスの衛星一般放送事業者はすべてスカパー・ブロードキャスティングであったが、2016年12月1日にスカパー・エンターテイメントに変更された。
放送時間はチャンネルによって違うが、Ch.690の場合は、朝の8時から夜の1時まで放送。ただしモーニング競輪を中継する時に展望番組がある場合は放送開始を繰り上げる事もある。
中継に関してはグレードレース（全日本プロ選手権自転車競技大会記念競輪も含む）以外ではチャンネル数の関係でFIシリーズがある競輪場のレースを優先的に放映する。現在は昼間開催の開催数が減少した事もあり、FIシリーズは全ての開催が放映されるようになっている。FIIシリーズは場によってはガールズケイリンが行われる開催のみ放映する所や全く放映しない所がある。ナイター競輪に関しては前橋競輪場・松阪競輪場のFII開催を除いてナイター競輪を施行している全競輪場から中継される（ただし放送枠の関係で、一部は昼間開催の競輪場からの中継終了後からの放送開始される事がある）。モーニング競輪についても一部を除く競輪場から中継する。
ミッドナイト競輪については小倉競輪場で行っているレースのみを放映していたが、2015年6月から「ミッドナイト競輪アワー692→ミッドナイト競輪アワー」としてミッドナイトを実施している全ての競輪場で中継を開始した。なお、各競輪場共に動画配信で見ることは出来る。
他には自転車競技である世界選手権自転車競技大会トラックレースが中継される。以前は、世界選手権自転車競技大会ロードレースも中継されていた。
2024年5月4日から、女子競輪を舞台にしたアニメ『リンカイ!』を放送していた。
2025年4月より小倉競輪場の民間委託を日本トーターと共同で行う。
同年5月よりスカパー!プレミアムサービスのみCh.696を新設した。その関係で、Ch.695のSPEEDプラスワン695も含めてチャンネル名をSPEEDチャンネルに統一した。

## 他の競輪放送
- 立川競輪場、西武園競輪場（ミッドナイト開催を除く）のレースは、2015年4月 - 2019年3月まではたちかわ・西武園競輪チャンネル（スカパー!プレミアムサービスCh.531）の枠を借りて無料放送していた。SPEEDチャンネルではグレードレースとミッドナイトin西武園開催のみ放送していた。2018年1月に開催された立川記念は主催者の立川市の都合により、たちかわ・西武園競輪チャンネルのみの放送となった。
  - なお、2001年7月[注 2]から2014年3月まではトラベラーズTV→EXエンタテイメント→寄席チャンネル（スカパー!プレミアムサービスCh.542・275）、同年4月から2015年3月まではEXライブ（スカパー!プレミアムサービスCh.541・288）で放送されていた。
  - 逆に大宮競輪場のレースはSPEEDチャンネルで放送されるが、記念競輪では2019年まで、たちかわ・西武園競輪チャンネルでも放送されていた。
  - なお、たちかわ・西武園競輪チャンネルは2019年3月31日をもって放送終了となり、この関係で同年4月からはSPEEDチャンネルで西武園の一部の開催を除き全ての開催を中継するようになった。
- 静岡競輪場のレースは、SPEEDチャンネルで中継できない場合のみ、EXエンタテイメントで放送する場合があった。
- 東海地区のうち一宮競輪場、名古屋競輪場、岐阜競輪場、大垣競輪場の4場は、2004年4月 - 2015年3月までEXスポーツ（スカパー!プレミアムサービスCh.609・282）の放送枠を借りてケイリンライブ!（2012年9月まではケイリンライブ!282）として無料放送していた。SPEEDチャンネルではグレードレースのみ放送だった。
  - 2006年12月の名古屋記念（GIII）は主催者側の都合により、ケイリンライブ!282でのみ放送された。逆に2014年3月の岐阜競輪のFI戦や2015年2月の大垣競輪のFI戦のようにSPEEDチャンネルでも不定期に放送される場合があった。
  - なお、一宮は2014年3月16日で本場開催が廃止に伴い終了、また2015年3月28日をもって「ケイリンライブ!」が終了に伴い名古屋・岐阜・大垣はともにSPEEDチャンネルに移動している。
- 過去にCS通信（ケーブルテレビ向けのみ）→CS放送（一般向けも解禁）初期の時代のスポーツ・アイ（現：J SPORTS）でも、GP・GI・GIIのほぼ全てと、GIIIの一部レースを全部放送したことがあった。
- 花月園競輪場のレースは、エキサイティング・グランプリ（スカパー!（現：スカパー!プレミアムサービス）Ch.709）で無料放送を行っていた。SPEEDチャンネルでは原則としてグレードレースのみ放送していたが、たまにFI開催・およびFII開催を中継する場合もあった。2010年3月31日に廃止に伴い終了している。

## タイムテーブル
ここでは、690chで主に放送されている時間を記載。
- 8:00 - 8:30 前夜版SPEED展望

前日の再放送。当日がグレードレースの場合は、放送時間が延長される。
- 8:30 - 10:00 レースダイジェスト
- 10:00 - 17:00 KEIRINライブ
- 17:00 - 21:00 KEIRINライブ（ナイター競輪開催時）

昼間開催が早く終わる場合は、放送開始が早まる場合もある。ナイター競輪非開催時・中継しない場合は、企画番組を放送。
- 21:00 - 21:30 前夜版SPEED展望

原則毎日展望番組を放送。翌日が特別競輪の場合は、放送時間が延長される。
- 21:30 - 24:00 レースダイジェスト・企画番組
- 24:00 - 24:30 前夜版SPEED展望

翌日がグレードレースの場合は、放送時間が延長される。
- 24:30 - 25:00 企画番組

但し、モーニング・ミッドナイト開催時は、レースダイジェスト・企画番組の放送時間が変更される場合もある。

## 主な番組（2024年4月〜）
レース関係
- KEIRINライブ
- レースダイジェスト
- FI&ガールズウイークリーダイジェスト
- GI 激闘シリーズ
- GII 明日への激闘

予想関係
- 前夜版SPEED展望
- SPEEDデータ

企画番組関係
- チェック&チェック
- 競輪Shin発見!

## 主な出演者
解説者
- 阿部道
- 荒木実
- 市田佳寿浩
- 伊藤勝也
- 伊藤豊明
- 井上薫
- 井上茂徳
- 内林久徳（スピードチャンネル 専属解説者）
- 緒方浩一
- 岡本新吾
- 恩田繁雄
- 加藤慎平
- 工藤元司郎
- 久保千代志
- 菊池仁志
- 後閑信一
- 木庭賢也
- 坂本勉
- 佐々木昭彦
- 鈴木誠
- 高谷俊英
- 中野浩一
- 西谷康彦
- 野原哲也
- 馬場圭一
- 平尾昌也
- 藤谷昇
- 藤巻昇
- 村上義弘（スピードチャンネル 専属コメンテーター）
- 山口健治
- 山口幸二（スピードチャンネル 専属コメンテーター）
- 山田裕仁
- 吉井秀仁
- 吉岡稔真（スピードチャンネル 専属コメンテーター[注 5]）
- 雨宮祥子
- 久保田浩章（スピードチャンネル 専属解説者）
- 伊藤克信

スピードチャンネルキャスター
- さとうゆみ[注 6]
- 阿保夕希
- 池田祐子
- 針谷衣織里
- 古市舞
- 渡邉唯
- 桑原愛海

競輪キャスター
- 赤澤佳美
- 江藤みき
- 工藤わこ
- 桜井奈津
- 佐藤さやか
- 鈴木桜花
- 垰口美穂子
- 津田三七子
- 中田まみ
- 二宮歩美
- 服部佳代子
- 宮田めぐみ
- 村上由美
- 山口みのり